# Bertramsbjörnbär
Bertramsbjörnbär (Rubus bertramii) är en rosväxtart som beskrevs av Gottlieb Braun och Wilhelm Olbers Focke. Enligt Catalogue of Life ingår Bertramsbjörnbär i släktet rubusar och familjen rosväxter, men enligt Dyntaxa är tillhörigheten istället släktet rubusar och familjen rosväxter. Arten är reproducerande i Sverige. Utöver nominatformen finns också underarten R. b. minor.